# رود پیچورا
رود پیچورا رودی است به دریای پچورا می‌ریزد. این رود از کشور روسیه می‌گذرد.